# Chrząstowo (gmina)
Chrząstowo – dawna gmina wiejska istniejąca w latach 1973–1976 w woj. koszalińskim i woj. słupskim (dzisiejsze woj. pomorskie). Nazwa gminy pochodziła od wsi Chrząstowo, lecz siedzibą władz gminy był Człuchów.
Gmina Chrząstowo została utworzona 1 stycznia 1973 w powiecie człuchowskim w woj. koszalińskim. 1 czerwca 1975 gmina weszła w skład nowo utworzonego woj. słupskiego.
1 lipca 1976 gmina została zniesiona przez połączenie z dotychczasową gminą Człuchów w nową gminę Człuchów.